# Cathédrale de la Sainte-Trinité de Riga
Pour les articles homonymes, voir Cathédrale de la Sainte-Trinité.
La cathédrale de la Sainte-Trinité (letton : Rīgas Svētās Trīsvienības katedrāle) est une église orthodoxe de style néobyzantin située à Riga en Lettonie. Elle fut siège de l'éparchie (c'est-à-dire du diocèse) de Riga de 1961 à 1991, pendant la période où la cathédrale de la Nativité de Riga fut fermée au culte et transformée en planétarium. Elle n'est donc plus cathédrale diocésaine aujourd'hui.

## Histoire
L'histoire de cet édifice commence en 1891 avec la construction d'un foyer pour jeunes filles et femmes âgées tenu par des religieuses orthodoxes. Les fondatrices sont M. N. Mansourova et ses deux filles, Catherine et Nathalie, qui avaient été demoiselles d'honneur à la Cour de Saint-Pétersbourg. Le foyer devient monastère à part entière en 1901. Catherine Mansourova en sera la première supérieure (ou selon le vocabulaire orthodoxe l'higoumène).
C'est en 1902 que l'on commence la construction d'une véritable église pour le monastère. Elle est dédiée à la Sainte-Trinité et consacrée en 1907. L'empereur Nicolas II et son premier ministre Stolypine l'honoreront de leur visite.
Entre les deux guerres, alors que des réfugiés de Russie bolchévique, devenue athée, viennent à Riga, la vie liturgique se poursuit discrètement et l'église demeure une église de religieuses, accueillant les simples fidèles pour les cérémonies. Mais au moment de la Seconde Guerre mondiale, la communauté doit se disperser. Elle est interdite après la Seconde Guerre mondiale. Toutefois les nouvelles autorités municipales communistes ne font pas fermer l'église qui devient église paroissiale. Cependant la vaste campagne de la période Khrouchtchev de fermeture et de démolitions d'églises commence en 1960. La cathédrale de la Nativité de Riga est transformée en planétarium en 1961 et l'église de la Trinité la remplace en tant que cathédrale diocésaine (siège de l'éparchie de Riga), jusqu'en 1991. L'iconostase de la cathédrale de la Nativité qui était originaire (depuis son transfert en 1939) de l'église de Liepaja trouve refuge à la Trinité où il est toujours admiré aujourd'hui.
Des reliques sont conservées à la cathédrale qui viennent d'autres églises fermées ou démolies, comme celles du monastère Saint-Alexis (dispersé en 1919), avec des objets liturgiques précieux du XVIIIe siècle.